# Наводницька площа
Наводницька пло́ща — площа у Печерському районі міста Києва, місцевості Звіринець, Наводничі. Розташована між бульваром Миколи Міхновського, Старонаводницькою і Лаврською вулицями.

## Історія
Як площа сформувалася у середині XX століття, мала назву Наводницька, від місцевості Наводничі. 1975 року найменована Площа Героїв Великої Вітчизняної війни.
2022 року площі повернуто історичну назву.